# Combat a Council House
El combat a Council House (Council House Fight), sovint anomenat com la massacre de Council House, va ser un episodi violent entre oficials i soldats de la República de Texas, per una banda, i una delegació de caps de pau comanxes, de l'altra, en el transcurs d'una conferència de pau celebrada a San Antonio el 19 de març de 1840. La reunió es va realitzar en el marc d'una treva que perseguia l'objectiu de negociar l'intercanvi de captius i, en darrer terme, facilitar la pau després de dos anys de guerra. Els comanxes volien obtenir el reconeixement de les fronteres de la Comanchería, la seva llar, mentre que els texans volien l'alliberament dels ciutadans texans i mexicans presoners dels comanxes.
Els consell de pau va acabar amb l'assassinat a trets de 12 líders comanxes dins del mateix edifici on es realitzaven les converses (Council House), 23 més als carrers de San Antonio, i 30 d'ells fets presoners. Aquest incident va acabar amb qualsevol possibilitat d'establir una pau i a molts més anys d'hostilitats i guerres.